# Bödensee
Bödensee är en sjö i Österrike.   Den ligger i förbundslandet Tyrolen, i den centrala delen av landet, 300 km väster om huvudstaden Wien. Bödensee ligger 2 575 meter över havet.